# Saná Fernandes
Saná Eusébio Mango Fernandes (Bissau, 10 marzo 2006) è un calciatore portoghese, attaccante della Lazio.

## Carriera
Saná ha iniziato la sua carriera nel settore giovanile dello Sporting Lisbona per poi passare alla Lazio nel 2022. Il 7 agosto 2024 è stato ceduto in prestito al NAC Breda dove ha debuttato nel calcio professionistico il 9 agosto contro il Groningen in Eredivisie.

## Statistiche

### Presenze e reti nei club
Statistiche aggiornate al 6 aprile 2025
| Stagione        | Squadra         | Campionato      | Campionato | Campionato | Coppe nazionali | Coppe nazionali | Coppe nazionali | Coppe continentali | Coppe continentali | Coppe continentali | Altre coppe | Altre coppe | Altre coppe | Totale | Totale | Totale |
| Stagione        | Squadra         | Comp            | Pres       | Reti       | Comp            | Pres            | Reti            | Comp               | Pres               | Reti               | Comp        | Pres        | Reti        | Pres   | Reti   |        |
| --------------- | --------------- | --------------- | ---------- | ---------- | --------------- | --------------- | --------------- | ------------------ | ------------------ | ------------------ | ----------- | ----------- | ----------- | ------ | ------ | ------ |
| 2024-2025       | NAC Breda       | ED              | 15         | 1          | CO              | 1               | 0               |                    | -                  | -                  |             | -           | -           | 16     | 1      |        |
| Totale carriera | Totale carriera | Totale carriera | 15         | 1          |                 | 1               | 0               |                    | -                  | -                  |             | -           | -           | 16     | 1      |        |

## Palmarès

### Club

#### Competizioni giovanili
- Campionato Primavera 2: 1

Lazio: 2022-2023
- Supercoppa Primavera 2: 1

Lazio: 2023